# Bifonazol
Bifonazolul este un antifungic derivat de imidazol, fiind utilizat în tratamentul unor micoze topice, precum tinea pedis. Calea de administrare disponibilă este cea topică.
Molecula a fost patentată în 1974 și a fost aprobată pentru uz medical în anul 1983.

## Utilizări medicale
Bifonazolul este indicat în tratamentul:
- Tinea pedis (piciorul atletului)
- Tinea corporis (dermatofitoză a trunchiului și membrelor)
- Tinea cruris (micoza inghinală)
- Tinea versicolor (pitiriazis versicolor)
- Candidiază cutanată
- Micoze ale pliurilor cutanate și interdigitale
- Micoze ale unghiilor (în combinație cu uree pentru debridare chimică)[11]

## Dozare și administrare
- Uz topic: aplicare o dată pe zi, seara, pe zona afectată, după curățarea și uscarea pielii
- Durata tratamentului: 2–4 săptămâni pentru micoze cutanate, până la 6 săptămâni pentru micoze ale unghiilor (în combinație cu uree)
- Disponibil sub formă de cremă, gel, spray, soluție cutanată[8][11]

## Mecanism de acțiune
Bifonazolul inhibă biosinteza ergosterolului, component esențial al membranei celulare fungice, având efect fungistatic și fungicid asupra dermatofiților, drojdiilor (Candida spp.), mucegaiurilor și Malassezia.

## Efecte adverse și precauții
- Efecte adverse locale: iritație, eritem, prurit, senzație de arsură, dermatită de contact (rare)
- Reacții alergice severe sunt foarte rare
- Nu se recomandă aplicarea pe mucoase, ochi sau răni deschise
- Siguranța în sarcină și alăptare: utilizare doar la recomandarea medicului, datele privind siguranța sunt limitate[11]

## Siguranță și reglementări
- Bifonazolul este aprobat pentru uz topic în Europa, Asia, America Latină și alte regiuni
- Nu este aprobat pentru uz sistemic
- Disponibil fără prescripție medicală în multe țări, sub denumiri comerciale precum Canespor, Mycospor etc.[8]

## Rezistență și utilizare actuală
- Rezistența fungică la bifonazol este rară, dar poate apărea la utilizare prelungită sau inadecvată
- Este considerat eficient împotriva tulpinilor rezistente la alte azolice topice[11]